# Volant de direcció
|  | Aquest article tracta sobre el mecanisme de direcció. Vegeu-ne altres significats a «Volant (mecànica)». |

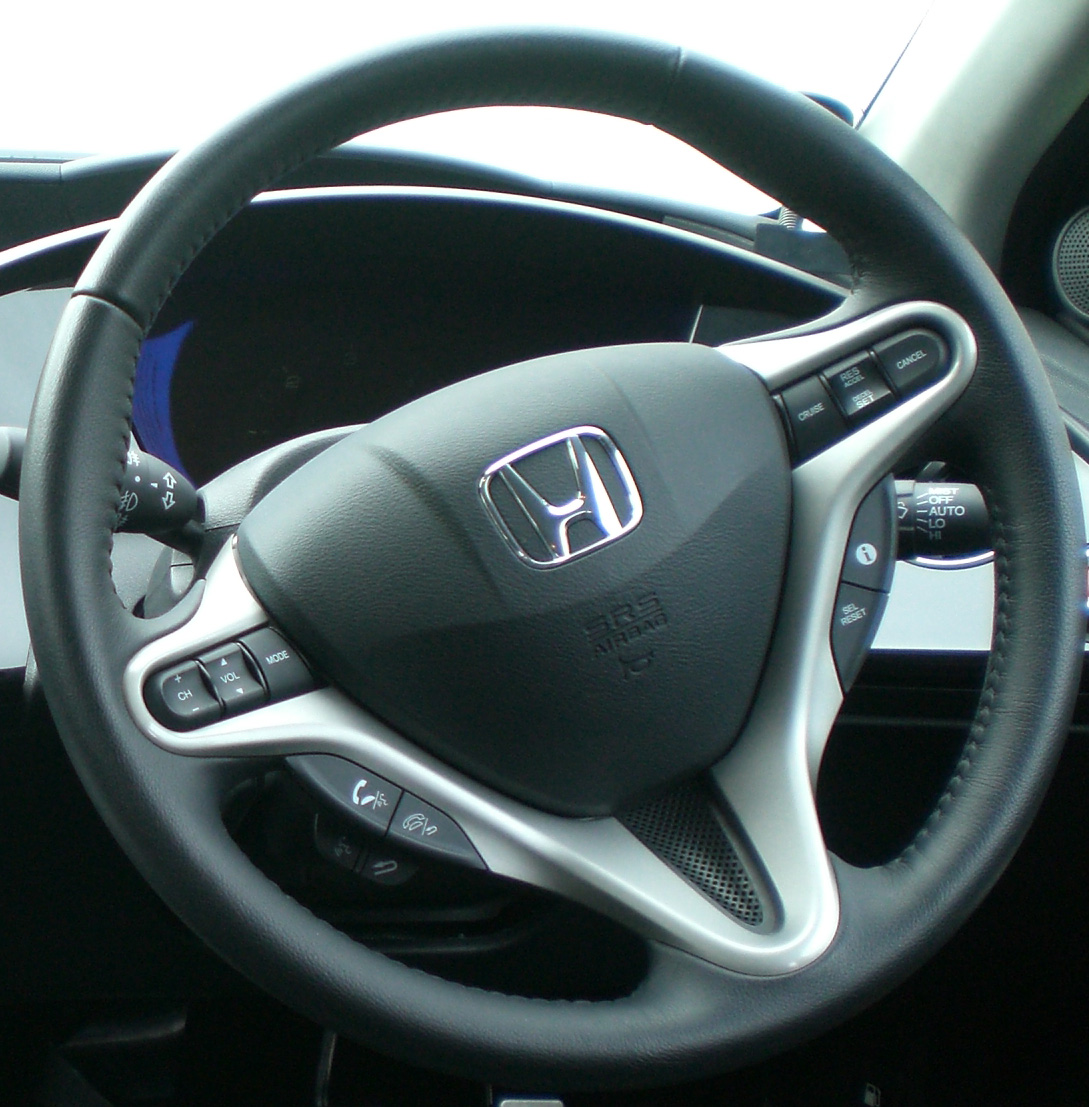
Volant d'un Honda Civic de 2006

Un volant de direcció és un tipus de control de direcció en vehicles i embarcacions (vaixells i barques). El volant és la part del sistema de direcció que manipula el conductor. S'utilitza en la majoria de vehicles terrestres moderns, com els automòbils, autobusos, camions i tractors.
Els volants dels automòbils són generalment circulars, i estan muntats sobre la columna de direcció, que al seu torn, connecta amb la caixa de direcció. La direcció assistida permet al conductor dirigir la direcció aplicant menys esforç. Els sistemes de direcció assistida es basen generalment en el sistema hidràulic, tot i que recentment s'estan començant a implantar sistemes elèctrics. En els països on els vehicles han de circular pel carril esquerra de la carretera, el volant está situat generalment en el cantó de la dreta del vehicle; ocorre el contrari en els països en què els vehicles circulen per la dreta. El seient del conductor i, per tant, el volant, està col·locat al centre en certs cotxes esportius, com el McLaren F1, i en la majoria dels monoplaces de competició.
El disseny típic d'un volant d'automòbil és una llanda d'acer o magnesi amb un agafament de plàstic o goma al voltant. Alguns conductors hi posen fundes per fer-lo més còmode o per decoració. El nombre de radis que tenen els volants ha anat canviant amb el temps. Els primers models tenien quatre radis. El volant Banjo era també una opció en els primers automòbils. El nom és degut al fet que tenia entre 3 i 4 radis fets de 4 o 5 cables cadascun. El volant també sol ser el lloc on es troba el clàxon. En els automòbils moderns, pot incloure altres controls com el control de velocitat o el sistema d'audio per tal de minimitzar les vegades que el conductor hagi de treure les mans del volant.
El volant s'ha d'agafar amb suavitat, mai amb un excès de força, ja que pot produir agarrotament, tensió i fatiga. El pilot de cotxes Tazio Nuvolari va explicar una vegada que la millor posició de les mans quan se circula en línia recta és quan simulen les busques del rellotge d'un quart de deu.

## Història
En els primers automòbils la direcció es controlava mitjançant una palanca. Una de les primeres vegades que s'usà un volant fou el 1894, quan Alfred Vacheron participà en la cursa París-Rouen amb un Panhard, model 4hp, que anava equipat amb aquest sistema. També, Arthur Constantin Krebs canvià la palanca per un volant inclinat per al Panhard que dissenyà per a la cursa París-Amsterdam-París de 1898. Des d'aquest mateix any els cotxes Panhard et Levassor es produïren de forma estàndard amb volant i Charles Rolls introduí a Bretanya el primer cotxe equipat amb un volant quan importà un 6 hp Panhard de França el 1898.
El 1898, Thomas B. Jeffery i el seu fill, Charles T. Jeffery, desenvoluparen dos cotxes experimentals amb motor al davant i volant, que estava situat al cantó esquerra. Tot i que aquest fabricant adoptà el sistema de motor al darrere amb la direcció controlada mitjanaçant un palanca per als seus primers Ramblers produïts en sèrie de 1902, al cap de dos anys, tots els Ramblers anaven equipats amb volant. Es va generalitzar en només una dècada. Per insistència de Thomas B. Jeffery, la posició del conductor també es mogué al cantó esquerra del cotxe durant la producció dels Rambler de 1903. Al cap d'uns anys aquesta pràctica també es va estendre.